# Măceșu de Sus
Macesu de Sus là một xã thuộc hạt Dolj, România. Dân số thời điểm năm 2002 là 1712 người.